# Шиховиці Нові
Шиховиці Нові (пол. Szychowice Nowe) — селище (осада) у Польщі, розташоване у Люблінському воєводстві Грубешівського повіту, ґміни Мірче.